# Санта Мария ди Сала
Санта Марѝя ди Са̀ла (на италиански: Santa Maria di Sala; на венециански: Santa Marìa de Sała, Санта Мария де Сала) е град и община в Северна Италия, провинция Венеция, регион Венето. Разположен е на 13 m надморска височина. Населението на общината е 17 632 души (към 2014 г.).